# Babîn, Cosău
Babîn (în ucraineană Бабин) este o comună în raionul Cosău, regiunea Ivano-Frankivsk, Ucraina, formată numai din satul de reședință.

## Demografie
Componența lingvistică a comunei Babîn
     Ucraineană (100%)
Conform recensământului din 2001, toată populația comunei Babîn era vorbitoare de ucraineană (100%).